# Moses Koech
Moses Koech (1º agosto 1997) è un mezzofondista keniota.

## Palmarès
| Anno | Manifestazione            | Sede      | Evento         | Risultato | Prestazione | Note |
| ---- | ------------------------- | --------- | -------------- | --------- | ----------- | ---- |
| 2014 | Giochi africani giovanili | Gaborone  | 3000 m piani   | Argento   | 8'05"22     |      |
| 2014 | Giochi olimpici giovanili | Nanchino  | 3000 m piani   | Bronzo    | 8'06"33     |      |
| 2015 | Mondiali di cross         | Guiyang   | Corsa juniores | 12º       | 24'11"      |      |
| 2015 | Mondiali di cross         | Guiyang   | A squadre      | Oro       | 19 p.       |      |
| 2016 | Mondiali juniores         | Bydgoszcz | 5000 m piani   | 6º        | 13'35"10    |      |

## Campionati nazionali
2014
- 7º ai campionati kenioti juniores, 5000 m piani - 14'06"1

2016
- Eliminato in batteria ai campionati kenioti, 5000 m piani - 13'39"2

2017
- 5º ai campionati kenioti, 5000 m piani - 13'40"6

## Altre competizioni internazionali
2017
- 4º al Cross de l'Acier ( Leffrinckoucke) - 30'57"

2018
- 4º alla Parelloop ( Brunssum) - 29'08"

2019
- Bronzo alla Zevenheuvelenloop ( Nimega), 15 km - 42'06"

2020
- Bronzo alla Mezza maratona di Barcellona ( Barcellona) - 1h00'00"

2022
- 6º alla Mezza maratona di Delhi ( Nuova Delhi) - 1h00'56"
- 4º alla Roma-Ostia ( Roma) - 59'31"